# The Eternal Flame
The Eternal Flame (englisch für Die ewige Flamme) ist ein Hard-Science-Fiction-Roman des australischen Schriftstellers Greg Egan und der zweite Teil der Orthogonal-Trilogie. Der Roman wurde von Night Shade Books am 26. August 2012 mit einem Artwork von Cody Tilson und von Gollancz am 8. August 2013 mit einem Artwork von Greg Egan veröffentlicht. Der Roman beschreibt die Reise des in The Clockwork Rocket hinausgeschickten Generationenraumschiffes Peerless sowie die Entwicklung neuer Technologien und den gesellschaftlichen Wandel der Besatzung. Eine essentielle Aufgabe ist dabei die Konstruktion eines Antriebs, welcher keinen Treibstoff benötigt, um Schub zu erzeugen, sondern die emittierte Strahlung mit der davon erzeugten Energie perfekt ausgleicht. Um einen solchen Prozess möglich zu machen, basiert das Universum des Romans auf einer Riemannschen statt Lorentzschen Mannigfaltigkeit (welche unser eigenes Universum beschreibt, in welchem emittierte Strahlung umgekehrt Energie verbraucht). Die Einzelheiten beschreibt Greg Egan auf seiner Webseite. Die Geschichte wird in The Arrows of Time fortgesetzt.

## Handlung
Drei Generationen nach dem Aufbruch der Peerless aus der Heimatwelt überschreitet die immer weiter wachsende Bevölkerung (welche aufgrund von spontaner Reproduktion nicht kontrolliert werden kann) deren beschränkte Kapazitäten. Als drastische Lösung werden Neugeborene eingeschläfert. Die lange Mission der Forschung wird währenddessen fortgesetzt: Tamara, eine Astronomin, beobachtet ein Objekt auf einem nahen Kurs zur Peerless und plant die Entsendung des Raumschiffes Gnat dorthin. Carla, eine Physikerin, untersucht Licht und findet in einem ihrer Experimente ein scheinbar perfektes Verhältnis von fünf zu vier. Inzwischen sind falsche Vorhersagen der Gleichung von Nereo (welche den Maxwell-Gleichungen entspricht) bekannt. Sie führt weitere Experimente mit ihren Studenten durch, um mehr Daten zu sammeln. Patrizia, eine von ihnen, denkt später noch einmal über die Mathematik von Kollisionen nach und stellt dabei die Hypothese auf, wonach die Quantisierung von Licht verantwortlich ist, später bekannt als Patrizias Prinzip (welches der Planck-Einstein-Gleichung entspricht). Sie schlägt Luxite als Bezeichnung für die Quanten vor, aufgrund der sie verursachenden Luxagene und der beweislosen Idee eines antiken Philosophen. Carla benennt diese in Photonen um, um Verwirrung zu vermeiden. Zuerst ist sie überrascht von der genialen Idee, welche die Daten erklären kann und in welcher eine natürliche Anzahl an Photonen notwendig ist, um Luxagenen die notwendige Energie zum Verlassen eines Energietals zu geben, aber bemerkt noch einige Probleme. Sie selbst hatte zuvor Wellenlängen untersucht, in denen vier oder fünf Photonen genug Energie hatten, und will nun neue Experimente durchführen, in denen erst sechs genug haben.
Carlo, ein Biologe, misst die von Tieren und ihm für die Gestaltswandlung verwendeten Signale. Zuvor war durch Einfärbung entdeckt worden, wie ihr Fleisch während dieses Prozesses in verschiedenen Bereichen ihrer Extremitäten enden kann, was die Frage nach der Funktionsweise der immerzu veränderten Kommunikation mit dem Gehirn aufwirft. Spezielle Aufmerksamkeit wird den Signalen der männlichen Individuen zur Einleitung der Reproduktion gewidmet. Es gibt zwei Arten von Spezies, entweder teilen sich die weiblichen Individuen in zwei oder vier Kinder (biteilend oder quadruteilend, letzteres ist ihre eigene Spezies). Carlo plant diese Signale zu messen und zu vertauschen, was potentiell die Teilung in nur zwei Kinder künstlich auf ihre eigene Spezies übertragen und die Bevölkerungskrise lösen könnte. Ihre Art der Reproduktion wird auch zum Problem von Tamaro, dem Ko von Tamara und daher verantwortlich zur Auslösung von ihrer, der sie nicht an Bord der Gnat gehen und das Leben ihrer Kinder riskieren lassen will. Zusammen mit ihrem Vater sperrt er Tamara ein und verbreitet Neuigkeiten über ihren Geburtsprozess auf der Peerless. Tamara kann Tamaro mit einem Handel davon überzeugen, sie freizulassen, und schließt sich danach der Mission der Gnat mit Carla und Ivo an. Sie verursachen eine für sie beinahe fatale Detonation, welche das Objekt auf einen fast parallelen Kurs zur Peerless sprengt. Es stellt sich heraus, dass der thermodynamische Pfeil der Zeit und der Pfeil der Entropieverringerung des Objektes in entgegengesetzte Richtungen zeigen, weshalb jeder Kontakt von Materie aus der Peerless mit dem Objekt wieder zu einer Detonation führen würde.
Carlo reist durch eine Sektion mit einem Wald innerhalb der Peerless, um vier Arborines (zwei Paaren an Cos) für Experimente zu fangen. Er nimmt anschließend das Lichtsignal von Zosimo auf, als dieser die Teilung von Zosima in zwei Kinder verursacht, und schickt dieses in eine Hälfte von Benigna, um ihre Teilung zu verursachen. Benigna trennt ein einziges weibliches Kind ab und überlebt die Geburt verletzt. Ein erfolgreiches Experiment an ihrer eigenen Spezies könnte die nächste Wahl herumdrehen, aber die Zeit wird knapp. Als Carlos Errungenschaft auf der Peerless bekannt wird, entzünden einige männliche Individuen, welche ihre kommende Auslöschung befürchten, den gesamten Wald. Tamara, welche sie nicht mit Gewalt das letzte Wort haben lassen will, aber von den fatalen Folgen von Carlos letztem Experiment weiß, stimmt zu, das arborine Lichtsignal in einen Teil ihres Körpers übertragen zu lassen. Sie trennt ebenfalls ein einzelnes weibliches Kind ab, welches sie Erminia nach ihrer Mutter benennt, und überlebt verletzt. Nachrichten der Geburt werden öffentlich und drehen die Abstimmung herum, was die Technologie für jedes weibliche Individuum verfügbar macht, welches sie nutzen will, wodurch die Bevölkerungskrise gelöst ist.
Carla geht erneut über die kürzliche entdeckte Physik und ist traurig darüber, dass ihr Vermächtnis ultimativ nur darin bestehen wird, Patrizia unterrichtet zu haben, deren Name der Geschichte mit Patrizias Prinzip sicher ist. Sie macht einige Skizzen mit einem Atom mit drei Orbitalen sowie der Emission und Absorption von Photonen, von denen eines zur Änderung der Frequenz an einem bewegten Spiegel reflektiert wird, und erkennt schließlich, einen Prozess zur Umsetzung der ewigen Flamme gefunden zu haben. Einige Zeit später wird die Raumsonde Eternal Flame ins Weltall hinausgeschickt und demonstriert die erfolgreiche Funktionsweise des Antriebs, wodurch die Treibstoffkrise gelöst ist. Einige andere, darunter ebenfalls Tamara mit ihrer Tochter Erminia, sehen zufrieden dabei zu. Carlo erzählt Carla, glücklich darüber zu sein, ihr Leben durch seine Technologie gerettet zu haben, aber sie will diese nicht sofort benutzen, um erst einmal zu sehen, was der neue Tag bringen wird.

## Hintergrund (Literatur)
Da Greg Egan sich in Japan großer Beliebtheit erfreut, wurde der Roman von Hayakawa Publishing unter dem Titel エターナル・フレイム (etānaru fureimu, direkte Transkription des englischen Originaltitels in Katakana) im Jahr 2016 auf Japanisch veröffentlicht. Die Übersetzung stammt von Makoto Yamagishi (山岸真) und Toru Nakamura (中村融).
Der Roman war für den Locus Award im Jahr 2013 als bester Science-Fiction-Roman nominiert gewesen und erreichte den 20. Platz.

## Hintergrund (Mathematik und Physik)
Die Beschreibung der ewigen Flamme im Roman basiert auf Riemannscher Thermodynamik und wird von Greg Egan auf seiner Webseite beschrieben.
Eine weitere im Roman beschriebene Erkenntnis über das Riemannsche Universum ist die Beschreibung von Dirac-Spinoren, den Lösungen der Dirac-Gleichung, durch Quaternionen. Eine ähnliche mathematische Beschreibung ist nicht möglich in einem Lorentzschen Universum. Dirac-Matrizen {\displaystyle \gamma } werden über die zugrundeliegende Metrik {\displaystyle \eta } definiert durch die Antikommutator-Relation {\displaystyle \{\gamma ^{\mu },\gamma ^{\nu }\}=\gamma ^{\mu }\gamma ^{\nu }+\gamma ^{\nu }\gamma ^{\mu }=2\eta ^{\mu \nu }}. Die Änderung eines Vorzeichens in der Metrik resultiert in einer Multiplikation der zugehörigen Dirac-Matrix mit der imaginären Zahl {\displaystyle i}. Das ist bekannt als Wick-Rotation, mit welcher Riemannsche und Lorentzsche Geometrie durch das Konzept der imaginären Zeit verbunden werden. Dirac-Matrizen (und daher Dirac-Spinoren) in einer vierdimensionalen Raumzeit sind vierdimensional, wobei keine Verbindung besteht. In einer fünfdimensionalen Raumzeit wären sie ebenfalls vierdimensional. Quaternionen bestehen aus vier reellen Zahlen und sind daher ebenfalls vierdimensional. Das ermöglicht die Formulierung der Dirac-Gleichung in einem Riemannschen Universum über Quaternionen. Die Berechnungen werden von Greg Egan auf seiner Webseite beschrieben.
Die Dirac-Gleichung stellt ebenfalls ein weiteres für den Roman wichtiges Konzept bereit. Da diese als Quadratwurzel der Klein-Gordon-Gleichung (eine relativistische Verallgemeinerung der Schrödinger-Gleichung) konstruiert wird, sind die Energien ihrer Lösungen vom gleichen Problem wie die Quadratwurzeln von positiven Zahlen betroffen, nämlich der Uneindeutigkeit des Vorzeichens. Dies führte zur theoretischen Entdeckung von Antimaterie im Jahr 1928 noch vor der ersten Beobachtung eines Positrons (dem Antiteilchen des Elektrons) im Jahr 1932. Doch da negative Energien zu einigen Probleme in weiteren Berechnungen führen, wird das negative Vorzeichen mit der Heisenbergschen Unschärferelation für Energie und Zeit oft auf die Zeit geschoben. Diese Interpretation von Antimaterie in der Quantenfeldtheorie als sich rückwärts in der Zeit bewegend ist bekannt als Feynman-Stückelberg-Interpretation. Die Kollision von gewöhnlicher Materie und Antimaterie führt zu ihrer vollständigen Annihilation, was im Roman passiert und mit den entgegengesetzten Pfeilen der Zeit erklärt wird. Eine andere Situation ergibt sich in der Fortsetzung The Arrows of Time, nachdem die Peerless umgekehrt ist und ihren eigenen Pfeil der Zeit invertiert hat.

## Kritik
David Brin, Gewinner des Hugo and Nebula Awards für Earth and Existence, meint, Greg Egan sei ein Meister der alternativen „Was wenn?“-Science-Fiction („Greg Egan is a master of 'what-if' science fiction“). Seine Charaktere arbeiten die Auswirkungen und Ergebnisse während ihres Kampfes ums Überleben heraus („characters work out the implications and outcomes as they struggle to survive and prevail“), wobei er dabei die originellsten Außerirdischen seit den Tines von Vernor Vinge präsentiert („the most original alien race since Vernor Vinge’s Tines“).
Jerry Oltion, Gewinner des Nebula Award für Abandon in Place, meint, für gewöhnlich würden Menschen bei einem Vorzeichenwechsel nur die Mathematik erneut durchgehen, während Greg Egan das gesamte Universum neu durchgeht („when most people switch a minus sign for a plus, they re-do the math. Egan re-does the entire universe“).
Karen Burnham schreibt in Strange Horizons, dass Egan nahezu alle Ideen der Geschichte in Dialogen entwickelt. Einige Menschen könnten sagen, dass der Dialog dabei die Action zum Stillstand bringt. Jedoch sei klar, dass in diesen Romanen der Dialog die Action ist („Egan develops almost all of the ideas in the story through dialogue. Some people may say that when the dialogue occurs the action grinds to a halt. However, it's clear that in these novels, the dialogue the action“). Bezüglich der Bemühungen bezüglich der Fortpflanzung schreibt sie, dass die Bücher der Orthogonal-Trilogie unter allen bisher erschienenen Büchern von Egan einen weiteren sozialen Kontext abdecken („more than any Egan story to date, the books of the Orthogonal trilogy place science in a broader social context“).
Eine französische Kritik von Éric Jentile wurde im Magazin Bifrost, #88 im Oktober 2017 veröffentlicht.

## Referenzen
1. ↑  Greg Egan: The Eternal Flame. Night Shade, 2012, ISBN 978-1-59780-293-2 (englisch, skyhorsepublishing.com).
2. ↑  Greg Egan: The Eternal Flame. Gollancz, 2013, ISBN 978-0-575-10573-7 (englisch, gollancz.co.uk).
3. ↑  Title: The Eternal Flame. Abgerufen am 27. Dezember 2023 (englisch).
4. ↑  Greg Egan: The Clockwork Rocket. Night Shade, 2011, ISBN 978-1-59780-227-7 (englisch, skyhorsepublishing.com).
5. ↑  Greg Egan: The Clockwork Rocket. Gollancz, 2011, ISBN 978-0-575-09515-1 (englisch, gollancz.co.uk).
6. ↑  Title: The Clockwork Rocket. Abgerufen am 27. Dezember 2023 (englisch).
7. ↑  Greg Egan: Orthogonal. 7. Juni 2010, abgerufen am 11. August 2023 (englisch).
8. ↑  Greg Egan: The Arrows of Time. Gollancz, 2013, ISBN 978-0-575-10579-9 (englisch, gollancz.co.uk).
9. ↑  Greg Egan: The Arrows of Time. Night Shade, 2014, ISBN 978-1-59780-487-5 (englisch, skyhorsepublishing.com).
10. ↑  Title: The Arrows of Time. Abgerufen am 27. Dezember 2023 (englisch).
11. ↑  エターナル・フレイム. Abgerufen am 27. Dezember 2023 (englisch).
12. ↑  SFエンタテインメントの新叢書 新☆ハヤカワ・SF・シリーズ. Abgerufen am 27. Dezember 2023 (japanisch).
13. ↑  Greg Egan: Greg Egan Bibliography. 25. Oktober 1997, abgerufen am 16. Oktober 2023 (englisch).
14. ↑  Locus Awards 2013. Abgerufen am 28. Dezember 2023.
15. ↑  Greg Egan: Orthogonal: Riemannian Thermodynamics. 6. April 2011, abgerufen am 30. August 2023 (englisch).
16. 1 2  P. A. M. Dirac: The Quantum Theory of the Electron. In: Proceedings of the Royal Society A. 117. Jahrgang, Nr. 778, 1928, S. 610–624, doi:10.1098/rspa.1928.0023, bibcode:1928RSPSA.117..610D, JSTOR:94981 (englisch).
17. ↑  Greg Egan: The Dirac Equation for Quaterions. 6. April 2011, abgerufen am 25. Dezember 2023 (englisch).
18. ↑  C. D. Anderson: The Positive Electron. In: Physical Review. Band 43, Nr. 6, 1933, S. 491–494, doi:10.1103/PhysRev.43.491 (Online).
19. ↑  R. Feynman: The theory of positrons. In: Physical Review. 76. Jahrgang, Nr. 6, 1949, S. 749–759, doi:10.1103/PhysRev.76.749, bibcode:1949PhRv...76..749F (englisch, authors.library.caltech.edu (Memento des Originals vom 9. August 2022 im Internet Archive) [abgerufen am 28. Dezember 2021]).
20. ↑  L. Canetti, M. Drewes, M. Shaposhnikov: Matter and antimatter in the universe. In: New Journal of Physics. 14. Jahrgang, Nr. 9, 2012, S. 095012, doi:10.1088/1367-2630/14/9/095012, arxiv:1204.4186, bibcode:2012NJPh...14i5012C (englisch).
21. ↑  Antimatter. Lawrence Berkeley National Laboratory, archiviert vom Original am 23. August 2008; abgerufen am 3. September 2008 (englisch).
22. ↑  Greg Egan: Electron and Positron Annihilate. 11. April 2011, abgerufen am 10. Januar 2024 (englisch).
23. ↑  Greg Egan: Strange Collisions. 6. April 2011, abgerufen am 10. Januar 2024 (englisch).
24. 1 2  The Arrows of Time: Orthogonal Book Three: 3 (Orthogonal, 3) - Hardcover. Abgerufen am 22. August 2023 (englisch).
25. ↑  Karen Burnham: The Eternal Flame by Greg Egan. 1. Oktober 2012, abgerufen am 26. Dezember 2023 (englisch).
26. ↑  Title: The Eternal Flame. Abgerufen am 27. Dezember 2023 (englisch).